# Цветя - златни балади
Цветя – златни балади е единадесетият подред музикален албум на българската рок група Сигнал. Този албум не съдържа нови песни, а компилация от златните хитове на групата.

## Списък на песните
1. Сляп ден
2. Хатинските камбани
3. Сбогом
4. Ела
5. В друго време, в друг свят
6. Да те жадувам
7. Тъжен клоун
8. 1000 нощи
9. Ако за миг
10. Защо
11. Между ад и рай
12. Лодка ли е любовта
13. Трепети